# Sega Rally Championship
Sega Rally Championship är ett racingspel från 1994, utvecklat av AM5 med hjälp av Sega Model 2. Spelet var ursprungligen ett arkadspel, innan det 1995 porterades till Sega Saturn av AM3 och PC.

### Fotnoter
1. ↑  Sega Arcade Developers